# Cristianismo en los Estados Unidos

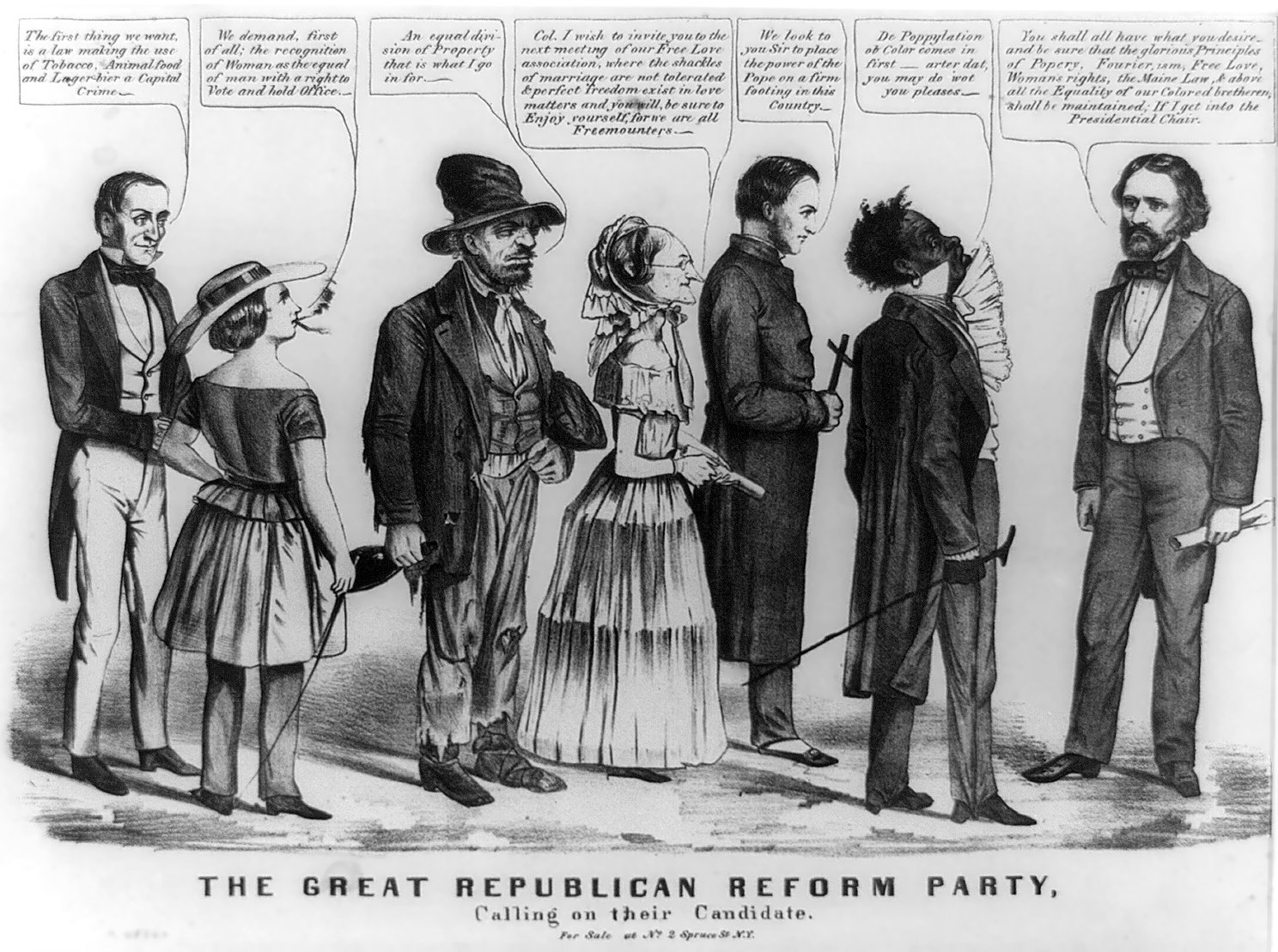
"El Gran Partido Reformista Republicano llamando a su candidato", una impresión de 1856 que es una caricatura política sobre John C. Frémont, el primer candidato del Partido Republicano a la presidencia de los Estados Unidos.

El cristianismo es la religión más extendida en Estados Unidos, con alrededor del 73% de los estadounidenses identificándose como cristianos en 2012, una cifra menor que el 86% en 1990, y algo menos que 78,6% en 2001. Alrededor del 62% de los encuestados decían ser miembros de una congregación eclesiástica. A mediados de los años 1990, Estados Unidos albergaba más cristianos que ningún otro país, con 224 000 000 cristianos.
Todas las iglesias protestantes representaban el 48.5%, mientras que la Iglesia católica, con un 22.7%, era la denominación individual más frecuente. Un estudio de Pew categoriza a los evangélistas blancos (26,3% de la población), como el cohorte religioso más grande; otro estudio estima a los evangélistas de todas las razas representando el 30-35% de la población. La Iglesia de Jesucristo de los Santos de los Últimos Días es la 4.º iglesia más grande en los Estados Unidos, y la rama religiosa más grande de origen estadounidense.
El cristianismo fue introducido en América cuando fue colonizada por los europeos entre los siglos XVI y XVII. Hoy en día, la mayoría de las iglesias cristianas son protestantes tradicionales, evangélicas, o católicas. La inmigración ha incrementado aún más la cantidad de cristianos.

## Denominaciones más importantes

### Protestantismo
| Iglesias protestantes en Estados Unidos | Iglesias protestantes en Estados Unidos | Iglesias protestantes en Estados Unidos | Iglesias protestantes en Estados Unidos                                                 | Iglesias protestantes en Estados Unidos |
| Familia                                 | Total                                   | %                                       | Ejemplos                                                                                | Tipo                                    |
| --------------------------------------- | --------------------------------------- | --------------------------------------- | --------------------------------------------------------------------------------------- | --------------------------------------- |
| Iglesias bautistas                      | 48 662 005                              | 35,3%                                   | Convención Bautista del Sur                                                             | Evangélica                              |
| Iglesias bautistas                      | 48 662 005                              | 35,3%                                   | Iglesias Bautistas Americanas USA                                                       | Tradicional                             |
| Pentecostalismo                         | 13 673 149                              | 8,9%                                    | Asambleas de Dios                                                                       | Evangélica                              |
| Luteranismo                             | 7 860 683                               | 5,1%                                    | Iglesia evangélica luterana en Estados Unidos                                           | Tradicional                             |
| Luteranismo                             | 7 860 683                               | 5,1%                                    | Iglesia luterana Sínodo de Misuri                                                       | Evangélica                              |
| Presbiterianismo/ Calvinismo            | 5 844 855                               | 3,8%                                    | Iglesia presbiteriana (Estados Unidos)                                                  | Tradicional                             |
| Presbiterianismo/ Calvinismo            | 5 844 855                               | 3,8%                                    | Iglesia Presbiterana en Estados Unidos                                                  | Evangélica                              |
| Metodismo                               | 5 473 129                               | 3,6%                                    | Iglesia metodista unida                                                                 | Tradicional                             |
| Metodismo                               | 5 473 129                               | 3,6%                                    | Iglesia Episcopal Metodista Africana Sion                                               | Evangélica                              |
| Anglicanismo                            | 2 323 100                               | 1,5%                                    | Iglesia episcopal en los Estados Unidos y Iglesia evangélica luterana en Estados Unidos | Tradicional                             |
| Anglicanismo                            | 2 323 100                               | 1,5%                                    | Anglican Church in North America                                                        | Evangélica                              |
| Adventismo                              | 2 203 600                               | 1,4%                                    | Iglesia Adventista del Séptimo Día                                                      | Evangélica                              |
| Movimiento de la Santidad               | 2 135 602                               | 1,4%                                    | Iglesia del Nazareno                                                                    | Evangélica                              |
| Congregacionalismo                      | 979 239                                 | 0,7%                                    | Iglesia Unida de don Cristo                                                             | Tradicional                             |
| Otros grupos de cristianos              | 1 366 678                               | 0,9%                                    | Iglesia de los Hermanos Siempre Juntos                                                  | Evangélica                              |
| Otros grupos de cristianos              | 1 366 678                               | 0,9%                                    | Conferencia General de los Amigos                                                       | Tradicional                             |

### Otras confesiones religiosas cristianas en Estados Unidos
| Otras confesiones religiosas cristianas en Estados Unidos | Otras confesiones religiosas cristianas en Estados Unidos | Otras confesiones religiosas cristianas en Estados Unidos | Otras confesiones religiosas cristianas en Estados Unidos | Otras confesiones religiosas cristianas en Estados Unidos |
| Familia                                                   | Total                                                     | %                                                         | Ejemplos | Tipo                                                      |
| --------------------------------------------------------- | --------------------------------------------------------- | --------------------------------------------------------- | --- | --------------------------------------------------------- |
| Iglesia católica                                          | 34 463 176                                                | 25% aproximadamente                                       | Iglesia católica en Estados Unidos, está compuesta por 24 Iglesias sui iuris: la Iglesia latina y Iglesias católicas orientales, que se encuentran en completa comunión con el papa | Catolicismo                                               |

## Demografía

### Creencias y actitudes
El Instituto de Estudios de la Religión en la Universidad de Baylor llevó a cabo una encuesta cubriendo varios aspectos de la vida religiosa de los estadounidenses. Los investigadores analizaron la encuesta y categorizaron las respuestas en lo que ellos llaman los «cuatro dioses»: Un Dios autoritario (31%), un Dios benévolo (25%), un Dios distante (23%), y un Dios crítico (16%). Una de las mayores conclusiones sacadas de esta encuesta es que «el tipo de Dios en el que cree la gente puede predecir sus morales y políticas mejor que simplemente mirar a su tradición religiosa».

### Asistencia a la iglesia por estado
| Puesto | Estado              | Porcentaje |
| ------ | ------------------- | ---------- |
| 1      | Alabama             | 58%        |
| 1      | Luisiana            | 58%        |
| 1      | Carolina del Sur    | 58%        |
| 4      | Misisipi            | 57%        |
| 5      | Arkansas            | 55%        |
| 5      | Utah                | 55%        |
| 7      | Nebraska            | 53%        |
| 7      | Carolina del Norte  | 53%        |
| 9      | Georgia             | 52%        |
| 9      | Tennessee           | 52%        |
| 11     | Oklahoma            | 50%        |
| 12     | Texas               | 50%        |
| 13     | Kentucky            | 48%        |
| 14     | Kansas              | 47%        |
| 15     | Indiana             | 46%        |
| 15     | Iowa                | 46%        |
| 15     | Misuri              | 46%        |
| 15     | Virginia Occidental | 46%        |
| 19     | Dakota del Sur      | 45%        |
| 20     | Minnesota           | 44%        |
| 20     | Virginia            | 44%        |
| 22     | Delaware            | 43%        |
| 22     | Idaho               | 43%        |
| 22     | Dakota del Norte    | 43%        |
| 22     | Ohio                | 43%        |
| 22     | Pensilvania         | 43%        |
| 22     | Wisconsin           | 43%        |
| —      | Media nacional      | 42%        |
| 28     | Illinois            | 42%        |
| 28     | Míchigan            | 42%        |
| 30     | Maryland            | 41%        |
| 30     | Nuevo México        | 41%        |
| 32     | Florida             | 39%        |
| 33     | Connecticut         | 37%        |
| 34     | Wyoming             | 36%        |
| 35     | Arizona             | 35%        |
| 35     | Colorado            | 35%        |
| 37     | Montana             | 34%        |
| 37     | Nueva Jersey        | 34%        |
| 39     | Washington D. C.    | 33%        |
| 39     | Nueva York          | 33%        |
| 41     | California          | 32%        |
| 41     | Oregón              | 32%        |
| 41     | Washington          | 32%        |
| 44     | Maine               | 31%        |
| 44     | Massachusetts       | 31%        |
| 46     | Rhode Island        | 28%        |
| 47     | Nevada              | 27%        |
| 48     | Nuevo Hampshire     | 24%        |
| 48     | Vermont             | 24%        |